# Olympiastadion Berlín
Berlínský olympijský stadion (Olympiastadion Berlin) z roku 1936 je stavba zřízená pro letní olympijské hry 1936 v Berlíně a za účelem prestiže tehdejšího nacistického režimu, který se chtěl světu prezentovat v patřičném světle.
Stadion je součástí celého areálu sportovních zařízení; v letech 2000–2004 byl modernizován. Stadion, který je pod dohledem památkové péče, je dnes domovským stadionem fotbalového mužstva Bundesligy Hertha BSC Berlin a poskytuje místo pro 74 400 diváků. V červnu a červenci 2006 byl dějištěm několika zápasů Mistrovství světa ve fotbale 2006. V roce 2015 hostil finále Ligy mistrů UEFA.

## Dějiny stadionu

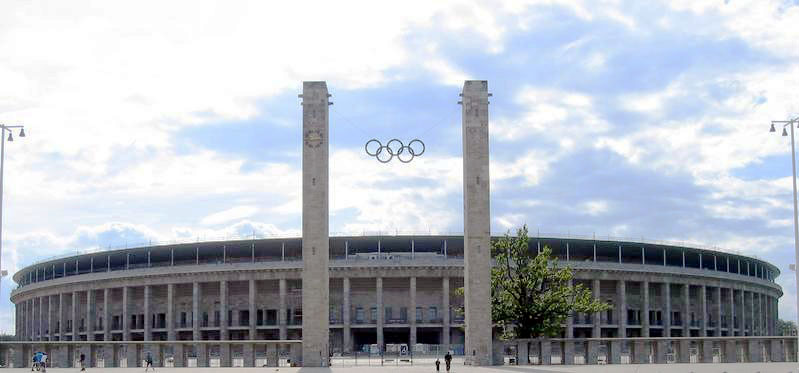
Hlavní vchod stadionu

Dnešní olympijský stadion se nachází na místě Německého stadionu, postaveného v roce 1913 pro letní olympijské hry 1916, které se vzhledem k první světové válce nekonaly. Rozhodnutí postavit zde pro letní olympijské hry 1936 nový stadion se připisuje tehdejšímu říšskému kancléři Adolfu Hitlerovi, který chtěl využít jak her samotných, tak i monumentálního stadionu k propagačním účelům.
Nový stadion byl podle návrhů architekta Wernera Marche postaven v letech 1934 až 1936, tenkrát pro 100 000 diváků. Svými jasnými geometrickými formami připomíná stará antická sportovní zařízení. Stadion je podúrovňový, to znamená, že pouze horní část okruhu s tribunami se zvedá nad úroveň okolí. Toto se stalo i předmětem kritiky Adolfa Hitlera, který pak převzetí původního jména Deutsches Stadion (Německý stadion) zamítl[zdroj?]. „Hitlerův architekt“ Albert Speer nechal stěny stadionu vyložit dlaždicemi z lasturového vápna. Stadion byl otevřen v den zahájení olympijských her 1. srpna 1936.
Po skončení druhé světové války se dlouhou dobu hovořilo o těžkých bojích poblíž stadionu s několika tisíci padlých, zejména mnoha členů seskupení Hitlerjugend, kteří byli obětováni. Dnes se tyto údaje považují za nepodložené spekulace.[zdroj?]

### Moderní doba

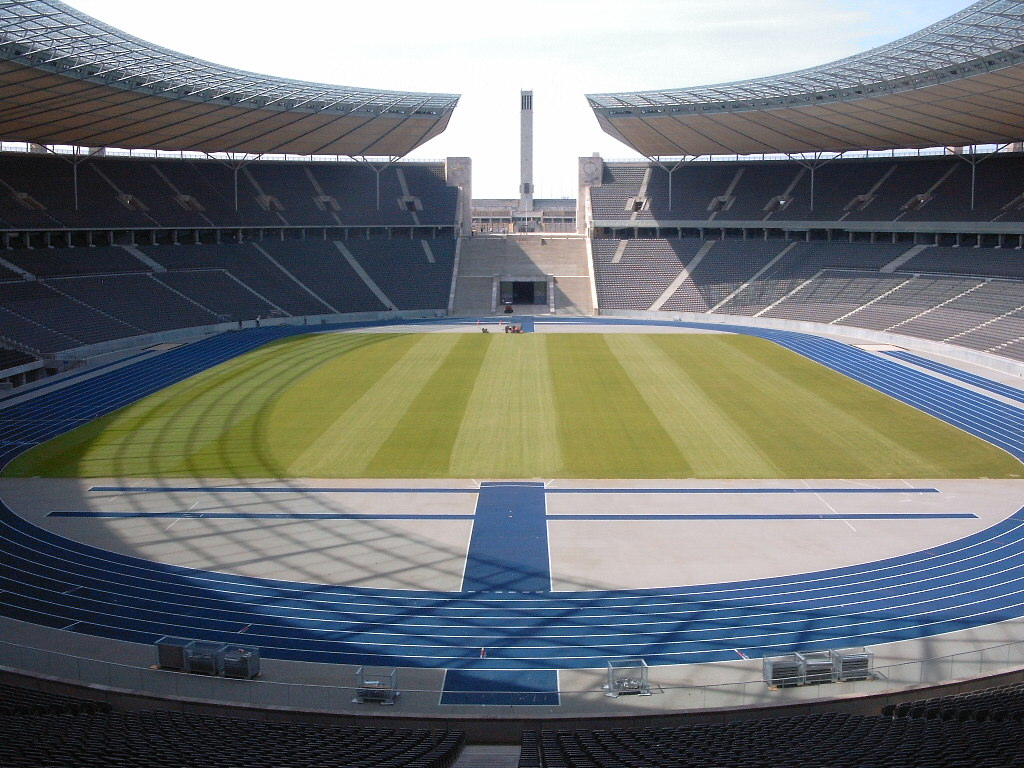
Stadion po přestavbě 2004

Pro mistrovství světa ve fotbale 1974 došlo k první větší modernizaci, během níž byl stadion částečně zastřešen. K další velké modernizaci došlo pak v rámci příprav mistrovství světa ve fotbale 2006, která byla provedena v letech 2000 až 2004. Přestavba byla ztížena tím, že stadion se nachází pod dozorem památkové péče.
Plán na přestavbu dodalo úřad architektů Gerkan, Marg a partneři z Hamburku (kteří projektovali i nové hlavní nádraží v Berlíně). Přestavba se konala bez přerušení sportovního provozu (zejména tedy zápasů první Bundesligy). Stadion byl prohlouben a hrací plocha tím snížena. Kamenné kvádry byly očištěny – kolem 70 % původní substance bylo zachováno. Nové je i zastřešení, které nyní kryje všechny tribuny. Nová atletická dráha je pokrytá modrým tartanem (namísto původní červené tratě).
Přestavba byla oslavena sérií koncertů a jiných událostí 31. července a 1. srpna 2004; UEFA stadionu propůjčila status pětihvězdičkového stadionu. Malé změny byly provedeny ještě na jaře 2006 (zejména přestavby pro bezpečnost návštěvníků).

## Sportovní a jiné události
Olympijský stadion je pravidelně užíván mužstvem Hertha BSC Berlín pro domácí zápasy první fotbalové ligy, pravidelně ročně (od roku 1985) se zde koná též finále německého fotbalového poháru mužů a žen. Stadion používá i mužstvo Berlin Thunder k zápasům amerického fotbalu. Mimo to se zde koná i mnoho soutěží lehké atletiky, k nimž patří především každoroční a tradiční ISTAF (Internationales Stadionsfest), pořádaná od roku 1937, od roku 1955 pak v Berlíně. V srpnu 2009 se zde konalo Mistrovství světa v atletice 2009.
Ke sportovnímu areálu patří mimo jiné plavecký stadion, hokejový stadion, zařízení sportovního fóra, jezdecký stadion a další.
Využití stadionu leží i v jiných oblastech, jmenovat je možné události jako Ekumenický církevní sjezd nebo koncerty známých skupin a zpěváků.

### Mistrovství světa ve fotbale 2006

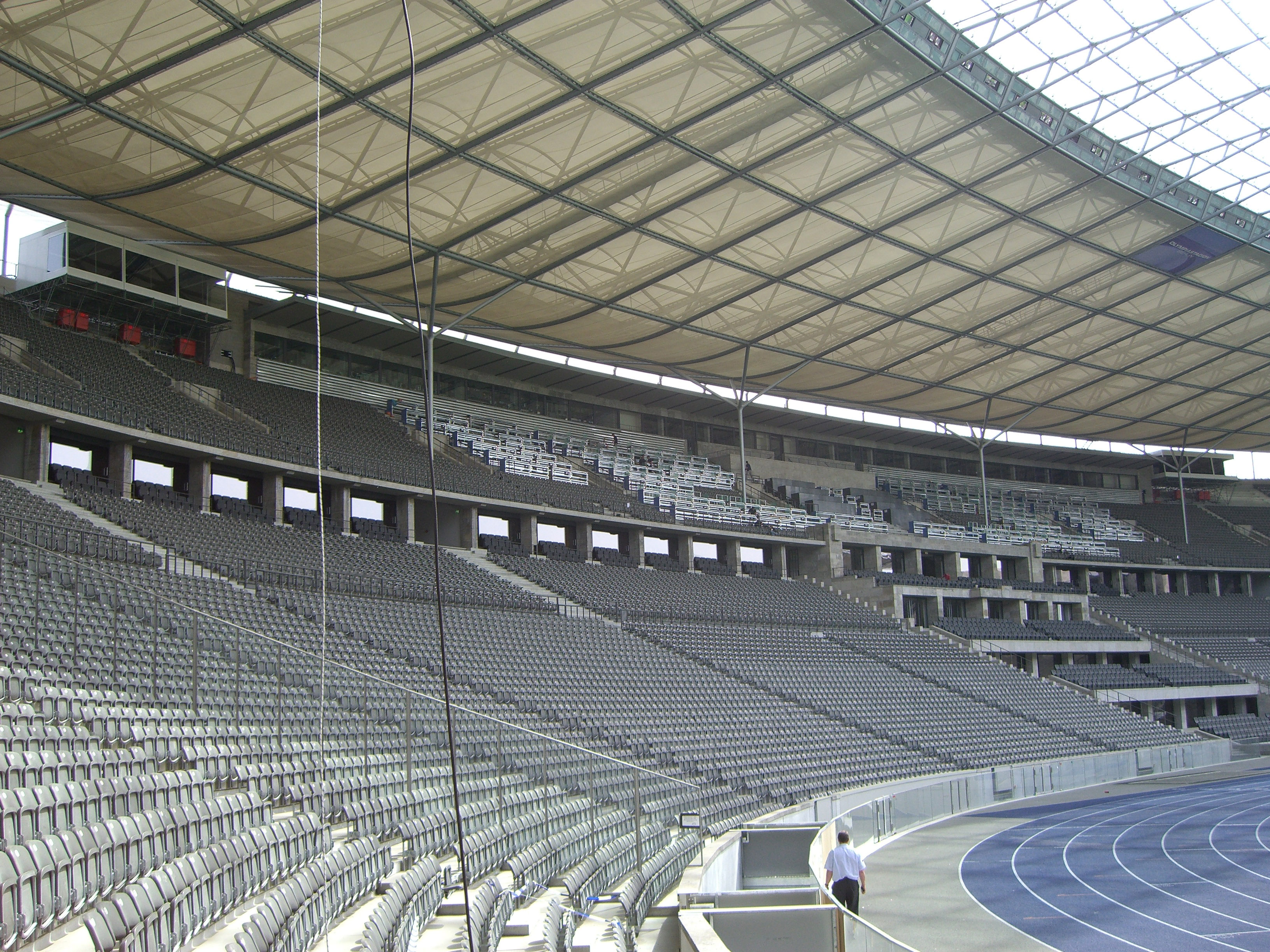
Hlavní tribuna během přestavby

Berlínský olympijský stadion patří k těm 12 stadionům v Německu, kde se konalo mistrovství světa ve fotbale 2006. Pro otevření mistrovství byla plánována velká akce 7. června 2006, kterou navrhl a komponoval rakouský umělec André Heller a která měla stát 25 milionů euro. V lednu 2006 však došlo k dosti kontroverznímu rozhodnutí výboru FIFA, který celou oslavu zrušil vzhledem k údajným problémům s trávníkem stadionu; později byly z jiných pramenů jmenovány problémy s organizací prodeje vstupenek, zejména těch dražších.[zdroj?]
V Berlíně se během mistrovství světa odehrálo několik zajímavých střetnutí. Jednalo se celkem o šest zápasů, mj. i finále mistrovství 9. července:
| datum       | zápas č. | kolo        | domácí   | hosté       | skóre                   |
| ----------- | -------- | ----------- | -------- | ----------- | ----------------------- |
| 13. června  | 11       | skupina F   | Brazílie | Chorvatsko  | 1:0                     |
| 15. června  | 20       | skupina B   | Švédsko  | Paraguay    | 1:0                     |
| 20. června  | 33       | skupina A   | Ekvádor  | Německo     | 0:3                     |
| 23. června  | 48       | skupina H   | Ukrajina | Tunisko     | 1:0                     |
| 30. června  | 57       | čtvrtfinále | Německo  | Portugalsko | 3:1 (0:0)               |
| 9. července | 64       | finále      | Itálie   | Francie     | 1:1 (1:0) – penalty 5:3 |